# NGC 5973
NGC 5973 est une galaxie lenticulaire située dans la constellation de la Balance. Sa vitesse par rapport au fond diffus cosmologique est de 3 802 ± 18 km/s, ce qui correspond à une distance de Hubble de 56,1 ± 3,9 Mpc (∼183 millions d'al). NGC 5973 a été découverte par l'astronome allemand Albert Marth en 1864.
NGC 5973 présente une large raie HI et elle renferme des régions d'hydrogène ionisé.